# زاوية سيدي عمر عبادة

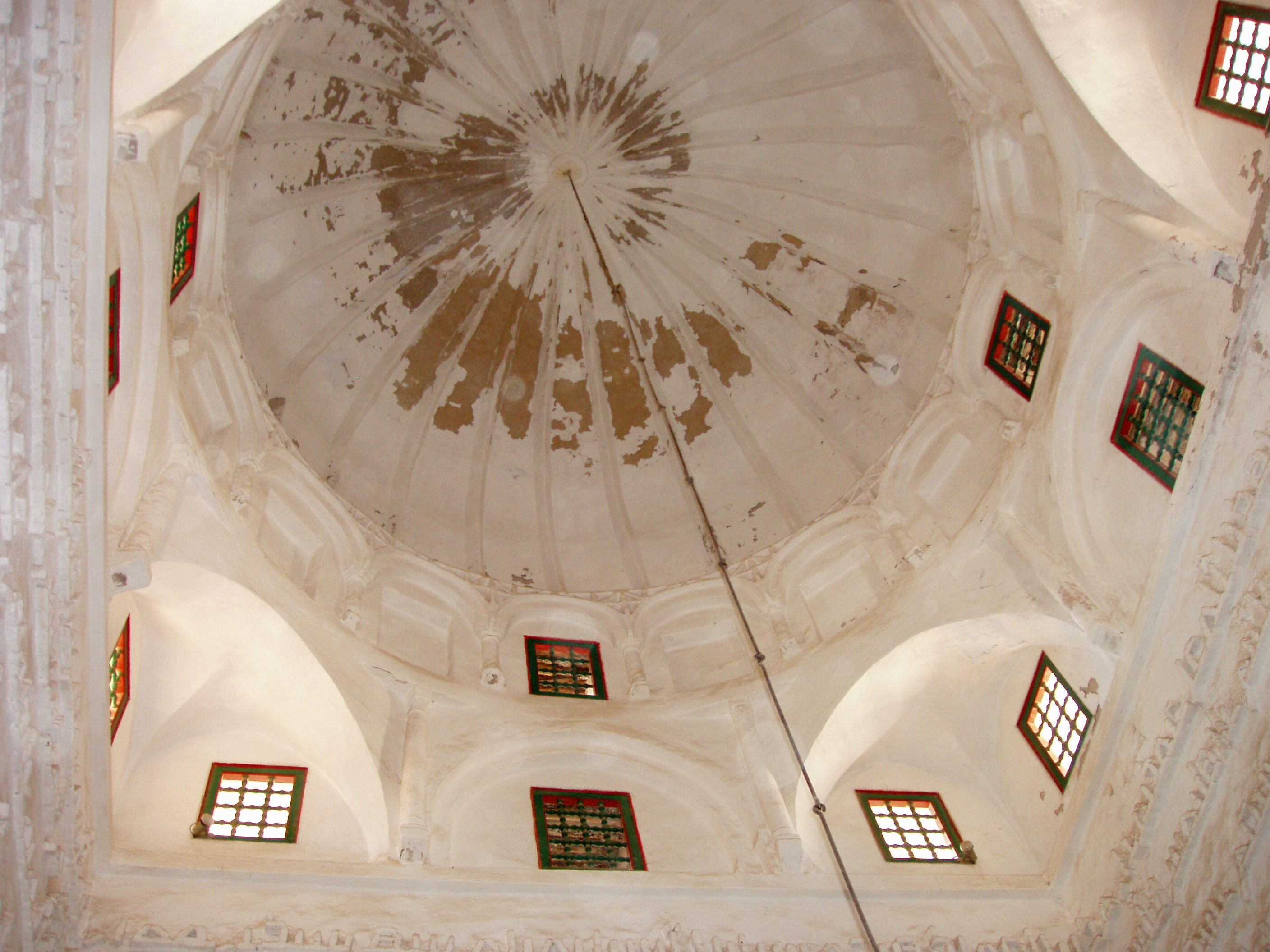
منظر داخلي لإحدى قباب الزاوية.

زاوية سيدي عمر عبادة أو زاوية الشيخ عمر عبادة هي زاوية دينية تونسية تقع في القيروان وشيدت سنة 1872، وتستضيف داخلها متحفا أسس في 1982.

في 16 نوفمبر 1928، أصبحت الزاوية معلم أثري مصنف.

## التاريخ
شيدت هذه الزاوية الدينية سنة 1872، وتحتوي قبر أبو حفص عمر بن سالم عبادة العياري، وهو مرابط صوفي عاش في النصف الأول من القرن التاسع عشر. كان هذا الأخير حدادا برتبة معلم، وكان «غريب الأطوار، غامضا، يمتاز بقوة شخصيته العجيبة وصلابة إيمانه وشعوره المفرط بقدرته وعظمته، ولقد ظل دائما مقدّسا وفي نفس الوقت مرهوب الجانب». 

عرف بصلاحه وبفعل البر فأحبه أحمد باي وشيد له زاوية سنة 1845، أين دفن بها سنة 1855.

## المبنى والمتحف
تبلغ المساحة الجملية للمبنى 500 1 متر مربع، ويمتاز بقبابه الخارجية الستة التي ترتكز على حوامل ذات طابع قيرواني خاص. تتكون المناطق الداخلية للزاوية، التي تصل سماكة جدرانها الضخمة إلى اثنين أو أربعة أو حتى خمسة أمتار، من متاهة من صالات العرض والغرف التي تعلوها القباب. تتكون الزخارف بشكل رئيسي من أشكال زهرية وأهلة تزين نواصي التيجان التي بدورها تعلو تيجان الأعمدة.

القاعة الرئيسية للزاوية والتي بها ضريح سيدي عمر عبادة، تم تحويلها لمتحف يحتوي عدة قطع كانت على ملك هذا الأخير أو قام بصناعتها: سيوف ضالعة من الحديد المطاوع ثقيلة جدا إلى جانب أغمدتها الخشبية الصلبة، مراسٍ ضخمة، صناديق كبيرة وقطع أخرى.

هذه القطع الباهظة والضخمة والتي يرجع تاريخها إلى النصف الأول من القرن التاسع عشر، تحمل بعض منها نقوشا بالخط العربي، الشيء الذي يعكس البصمة والطابع القوي للمرابط.

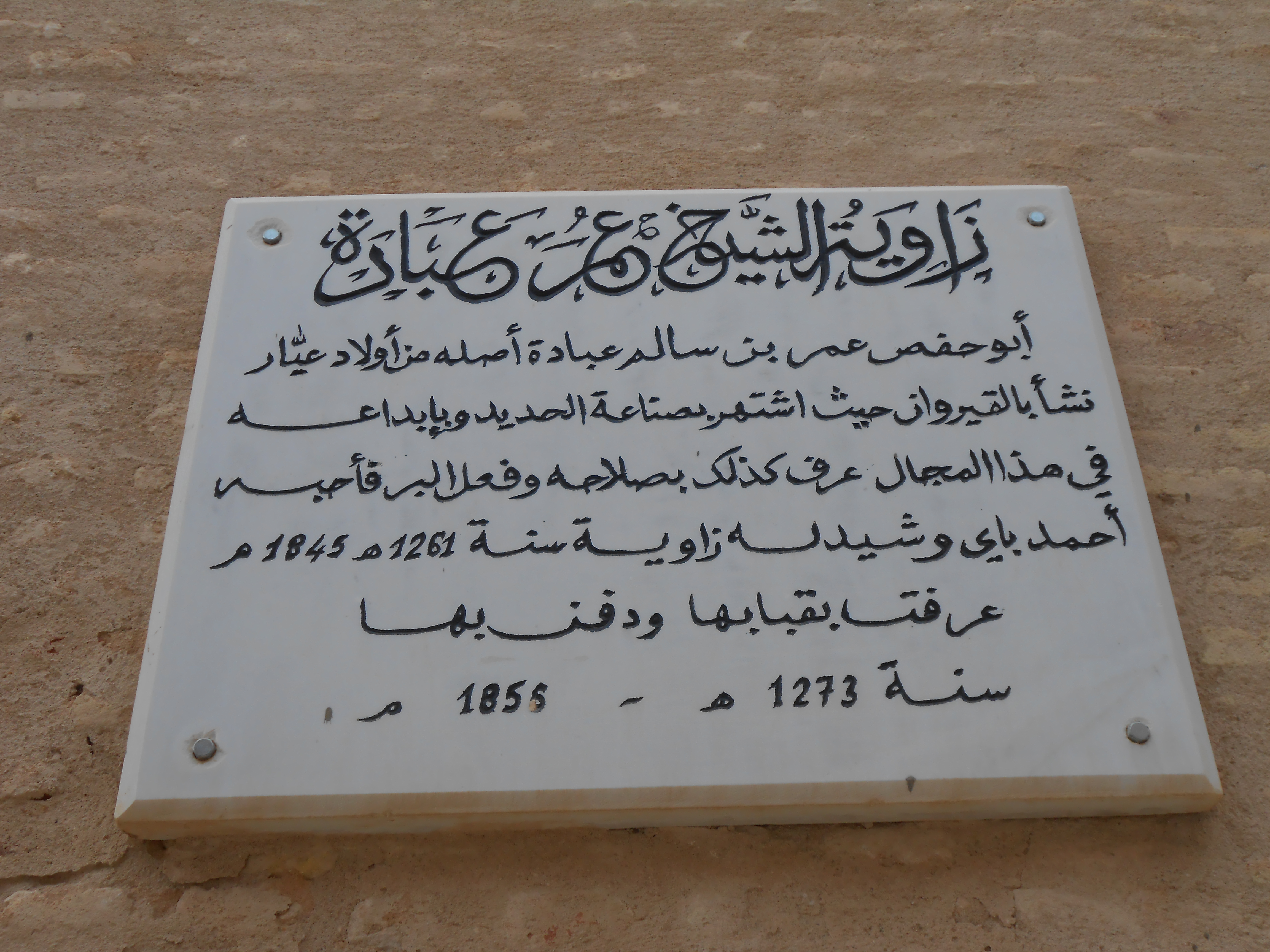
لوحة تعريفية بالزواية.
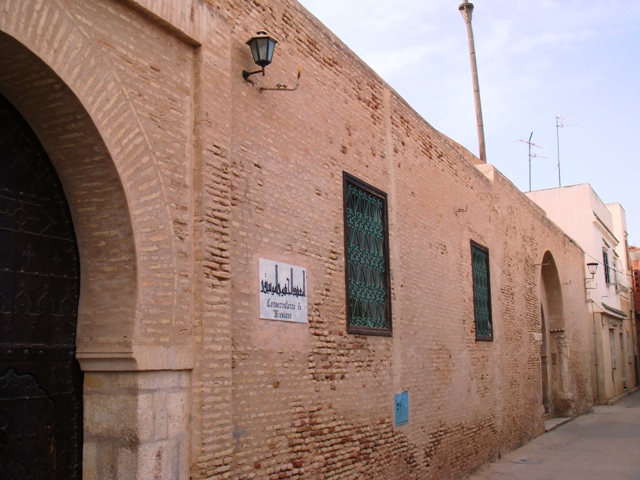
منظر للحائط الخارجي للزاوية.

## روابط خارجية
- متحف سيدي عمر عبادة بالقيروان نسخة محفوظة 8 فبراير 2019 على موقع واي باك مشين. على موقع وكالة إحياء التراث والتنمية الثقافية.